# استو گریفینگ
استو گریفینگ (انگلیسی: Stu Griffing؛ زادهٔ november ۹, ۱۹۲۶ (۹۸ سال)) ورزشکار روئینگ اهل ایالات متحده آمریکا است.
وی در مسابقات کشوری و بین‌المللی در مجموع برندهٔ ۱ مدال برنز شده‌است.